# سي إن بلو
سي إن بلو (بالإنجليزية: CNBLUE)‏ هي فرقة موسيقية كورية جنوبية تشكلت في عام 2009. جميع أعضائها من الذكور، ويبلغ عددهم ثلاثة أعضاء، وهم جونغ يونغ هوا وكانغ مين هيوك ولي جونغ شين تقدم الفرقة أغانيها باللغة الإنجليزية واليابانية والكورية. من أعضاء الفرقة السابقين كوون كوانج جين.
منذ 2019 يخضع جل أعضاءالفرقة إلى التجنيد الإجباري في كوريا الجنوبية.
في 28 غشت 2019، أعلن المغني المجند إي جونغ هيون اضطراره لترك الفرقة على أعقاب تورطه في فضائح أخلاقية بالتوازي مع فضيحة ملهى الشمس الحارقة.

## الأعضاء

### الحاليون
- جونغ يونغ هوا
- كانغ مين هيوك
- لي جونغ شين

### السابقون
- كوون كوانج جين
- إي جونغ هيون

## وصلات خارجية
- سي إن بلو على موقع ميوزك برينز (الإنجليزية)
- سي إن بلو على موقع ديسكوغز (الإنجليزية)

- الموقع الإلكتروني